# Ralph Frederick Stockwell
Ralph Frederick Stockwell, né le 21 novembre 1885 à Danville et mort le 15 octobre 1962 à Cowansville, est un homme politique québécois ayant exercé la fonction de trésorier provincial (ministre des Finances) de 1932 à 1936, sous le gouvernement de Louis-Alexandre Taschereau.

## Biographie

### Origines
Ralph Frederick Stockwell, fils des cultivateurs Charles Frederick Stockwell et Joséphine Roy, est né à Danville le 21 novembre 1885. Il étudie d'abord à Danville puis fait son droit à l'université McGill de Montréal. Il est admis au Barreau du Québec le 11 novembre 1912 et créé conseil en loi du roi le 14 septembre 1922.
En 1912, il s'associe à Edson-Grenfill Place et s'ouvre un bureau à Montréal. Sa pratique est interrompue en 1914 car il s'enrôle dès le début de la Première Guerre mondiale. En 1915, il est major du Cinquième Régiment de la Canadian Mounted Rifles de Montréal. Il monte en grade en 1916, devenant officier d'état-major du Fort Garry Horse Reserve Regiment puis du Canadian Training Division à Brandshatt, en Grande-Bretagne. Il est récompensé de plusieurs médailles lors des combats.
Revenu au Québec, il s'établit à Granby où, en 1919, il s'associe à Georges-Henri Boivin. Les deux avocats tiennent un bureau conjoint de 1919 à 1926. Par la suite, Stockwell pratique seul. De 1926 à 1931, il est substitut du procureur général pour le district de Bedford. En 1931, il devient procureur pour ce même district. Par la suite, il sera président du Barreau de Bedford.
Stockwell ne laisse pas sa carrière dans l'armée pour autant. De 1920 à 1924, il est lieutenant-colonel du 11e Bataillon des Hussards. En 1926, il est promu commandant de la 4e Brigade de cavalerie.
Il occupe également pendant quelque temps les postes de directeur de la Cowansville Realties Limited et de gouverneur de l'hôpital Brome-Missisquoi-Perkins.

### L'homme politique
Ralph Stockwell est candidat libéral dans le comté de Brome à l'élection générale de 1931. Il la remporte contre le conservateur Louis-Arthur Groulx mais avec seulement 25 voix de majorité.
Peu avant l'élection, le premier ministre Taschereau avait nommé Gordon Wallace Scott au poste de trésorier provincial mais celui-ci est défait dans son comté. C'est Taschereau qui assume la fonction pour le moment mais songe de plus en plus à Stockwell pour le remplacer. Il analyse d'abord son potentiel, et le nouveau député l'aide à rédiger le budget de 1932. Finalement, il est jugé apte à assumer la fonction et est assermenté le 26 octobre 1932.
Le nouveau trésorier entre dans le nouveau gouvernement dans un contexte difficile. La Crise économique sévit depuis 1930, le chômage augmente et les dépenses budgétaires également. Les recettes gouvernementales, elles, ont tendance à diminuer. Depuis 1930, le gouvernement a dépensé 30 500 000 CAD en travaux publics et en secours directs.
Malgré cela, Stockwell annonce tout de même un surplus de 62 000 CAD pour l'année 1933-1934 lors du discours du budget du 9 février 1933. Par la suite, il doit vite se raviser. En septembre 1933, il annonce que le budget 1932-1933 s'est traduit par un déficit de 6 840 000 CAD. Dans le même souffle, il déclare que les revenus ont diminué d'environ 10 000 000 CAD depuis 1930. Un an plus tard, il déclare que l'ancien surplus de 62 000 CAD s'est transformé en un énorme déficit de 6 000 000 CAD.
Critiqué par une opposition de mieux en mieux organisée, le gouvernement Taschereau devient plus en plus impopulaire. L'annonce d'un nouveau déficit pour l'année 1935 ne l'aide en rien. Il remporte les élections de l'automne 1935 mais par une majorité très diminuée. Dans Brome, Stockwell fait belle figure car il remporte son élection par plus de 500 voix de majorité.
Stockwell présente son dernier budget le 30 avril 1936, annonçant un prochain déficit de 4 939 000 CAD. La dette, en un an, a augmenté de 21 000 000 CAD et se situe à 134 748 000 CAD. L'Union nationale de Maurice Duplessis crie à l'incompétence et à la corruption et tente d'empêcher le vote du budget avant le 30 mai, ce qui obligerait le gouvernement à déclencher des élections. Il est finalement voté de peine et de misère le 27 mai mais, le même mois, le Comité des comptes publics met au jour la corruption du régime. Taschereau annonce sa démission ainsi que celle de son gouvernement au début de juin.
Son successeur, Adélard Godbout, décide de ne pas garder Stockwell à son poste et le remplace par un nouveau venu, Edward Stuart McDougall. Stockwell décide alors de ne pas se représenter à l'élection de 1936. Il tente un retour en politique lors de l'élection de 1939 en se représentant candidat libéral dans Brome mais il est battu par l'unioniste Jonathan Robinson par 236 voix.
Ralph Stockwell meurt à Cowansville le 15 octobre 1962 à l'âge de 76 ans, un mois avant son 77e anniversaire.